# Asteroscopus fusca
Asteroscopus fusca är en fjärilsart som beskrevs av Edward Alfred Cockayne 1954. Asteroscopus fusca ingår i släktet Asteroscopus och familjen nattflyn. Inga underarter finns listade i Catalogue of Life.